# Elena-Ramona Uioreanu
Elena-Ramona Uioreanu este un politician român, deputat în Parlamentul României în mandatul 2012-2016 din partea USL Cluj.